# جاريد فوغل

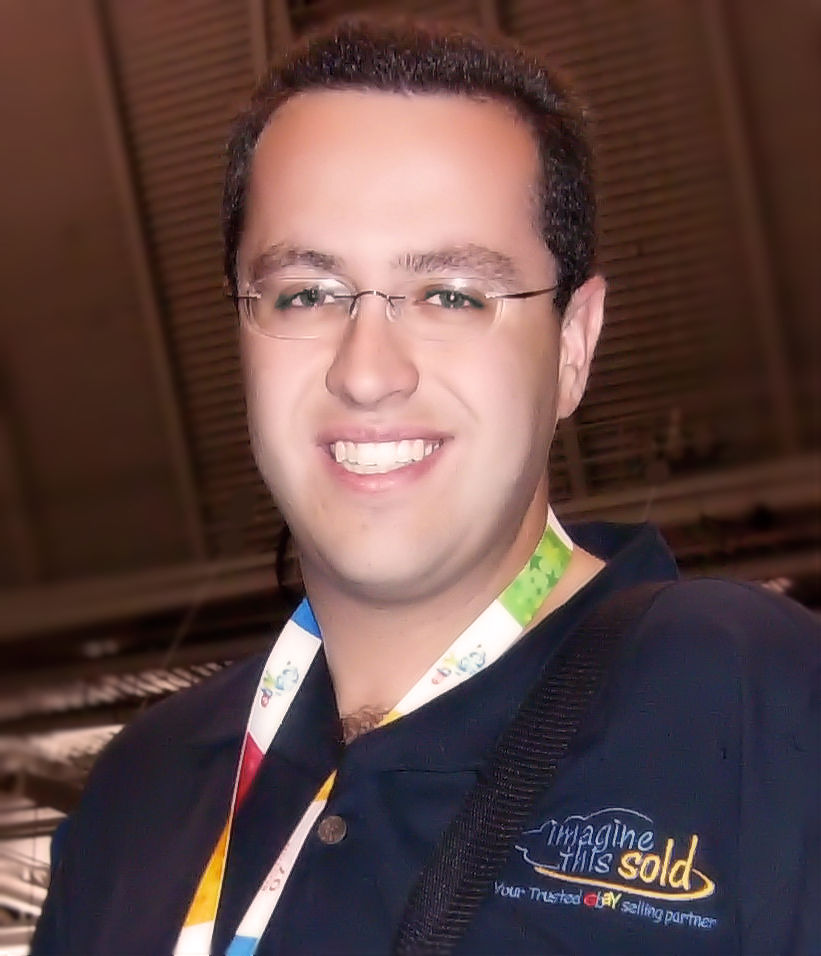
جاريد فوغل

جاريد سكوت فوغل (بالإنجليزية: Jared Scott Fogle)‏ (ولد في 23 أغسطس 1977) يعرف أيضًا رجل صب واي وجاريد من صب واي هو متحدث رسمي سابق لمطاعم صب واي بعد فقدانه جزء كبير من وزنه بتناول شطائر صب واي. أصبح فوغل متحدثًا باسم الحملات الإعلانية للشركة من عام 2000 إلى عام 2015.

## روابط خارجية
- جاريد فوغل على موقع IMDb (الإنجليزية)
- جاريد فوغل على موقع ميتاكريتيك (الإنجليزية)
- جاريد فوغل على موقع أول موفي (الإنجليزية)
- جاريد فوغل على موقع إن إن دي بي (الإنجليزية)
- جاريد فوغل على موقع ديسكوغز (الإنجليزية)
- جاريد فوغل على موقع قاعدة بيانات الفيلم (الإنجليزية)
- جاريد فوغل على موقع ليتربوكسد (الإنجليزية)
- جاريد فوغل على موقع كينوبويسك (الروسية)